# Daniel Keith Ludwig
Daniel Keith Ludwig (South Haven, Michigan, 24 de junho de 1897 - Nova Iorque, 27 de agosto de 1992) foi um empresário estadunidense, bilionário, dentre outros motivos conhecido pelo megalômano Projeto Jari, destinado à produção de celulose a partir de uma fábrica instalada na Amazônia brasileira. Apesar da vida empresarial, mantinha-se longe da imprensa, tendo deixado de dar entrevistas na década de 1950.
Foi dono da maior companhia armadora dos Estados Unidos, e a terceira maior do mundo.

## Biografia
Nascido às margens do Lago Michigan, Daniel Ludwig tinha quatro tios capitães navais e um dos marcos do lugar, o Pier Ludwig, foi construído por seu avô. Seu pai Daniel F. Ludwig (1873-1960), apelidado "Lud", e sua mãe Flora Belle Ludwig (1875-1961), separaram-se quando o filho tinha quinze anos.
Ludwig começou a trabalhar ainda criança; aos nove anos vendia pipoca e engraxava sapatos. Comprou, então, um pequeno barco naufragado por 75 dólares, que consertou e alugava por cerca de 150 dólares. Estudou até a oitava série.
Após a separação acompanhou o pai, que se mudara para Port Arthur, no Texas, onde trabalhou com venda de suprimentos para veleiros e barcos a vapor. Voltou para Michigan, entretanto, com intenção de tornar-se um engenheiro naval. Ali passou a trabalhar numa fábrica de motores para navios, onde recebia 20 centavos/hora, e estudava à noite. Seu trabalho foi considerado tão importante para a empresa que esta o enviava para missões na Costa do Pacífico e no Alasca. Aos dezenove anos, entretanto, reconhecendo a própria capacidade, decide largar o emprego e trabalhar por sua conta.
Após obter um empréstimo de cinco mil dólares com ajuda paterna, comprou um velho navio que adaptou em barcaça para o transporte de melaço e madeira. Como o retorno comercial era demorado, ingressou no transporte de petróleo, com o fretamento de um navio. Em 1926 uma explosão num petroleiro machucou-lhe as costas, provocando anos de dores, o que não o impediu de continuar no transporte marítimo.
Em 1936 tomou um grande empréstimo junto ao Chemical Bank, que usou para aquisição de cargueiros que converteu em navios-tanque, expandindo sua atividade apesar da Grande Depressão. Ao fim da II Guerra Mundial era o quinto maior armador dos Estados Unidos da América.
Nos anos 40 adquiriu um estaleiro da Virgínia, que desenvolvera uma forma de construção naval que substituía o uso de rebites por soldagem; na década seguinte transferiu a atividade para o Japão, onde os salários e condições trabalhistas eram favoráveis. Ali aumentou o tamanho das embarcações construídas, sendo o pioneiro no desenvolvimento dos chamados "superpetroleiros". No auge de sua atividade naval chegou a possuir 60 embarcações de grande porte.
A partir de então diversificou seus empreendimentos, investindo em mais de vinte países e em negócios que iam desde a produção agropecuária, florestal, hotéis, mineração, entre outros. De todos, destacou-se o Projeto Jari, iniciado após 1967, quando adquiriu uma área do tamanho do Connecticut na Amazônia brasileira. Em 1982, com a demora em apresentar retorno financeiro, o projeto foi vendido.
Daniel Ludwig foi casado por nove anos com Gladys Madeline Ludwig, de quem se separou em 1937. Durante este relacionamento nasceu Patricia, que o magnata não reconheceu como filha. Naquele mesmo ano casou-se pela segunda vez, com Gertrude Virgínia Ludwig, que o sobreviveu.
No verão de 1990 uma doença cardíaca o deixou incapacitado, até provocar a insuficiência que o matou, no apartamento em Manhattan.

## Empresas e benemerência
No início da década de 1970 Ludwig doou grande parte de seus ativos para o "Ludwig Institute for Cancer Research", localizado em Zurique e os rendimentos dos seus bens que haviam sido vendidos iriam para o Instituto dedicado à pesquisa do câncer.
Avesso a declarações, o valor de sua fortuna era difícil de ser calculada. Em 1991 a Forbes estimou seu patrimônio em 1,2 bilhão de dólares mas, no ano seguinte e quando faleceu, não figurava na lista da Fortune que, em 1976, o colocara junto a John D. MacArthur como os únicos estadunidenses bilionários.
Sua principal base de negócios, sediada em Nova Iorque, era a empresa National Bulk Carriers Inc. que declarava possuir vinte mil funcionários e vários bilhões de dólares em ativos. Em 1990, entretanto, a participação da empresa nas operações havia diminuído.
Politicamente era conservador, ligado aos ex-Presidentes Richard Nixon e Ronald Reagan.
Seus empreendimentos incluíram a "United Pocahontas Coal Company", da Virgínia Ocidental, de produção carbonífera; minas na Austrália (metade de uma mina de carvão foi vendida à British Petroleum por duzentos milhões de dólares, em 1976); participação numa companhia australiana de seguros e um banco, o European-American Securities Inc.

## Citação
A declaração de Ludwig na fundação do Instituto do Câncer (LICR) reflete o seu pensamento empresarial:

Para a criação desta organização eu me guiei por alguns dos princípios que ao longo de minha vida encontrei para me tornar altamente eficaz. O sucesso de qualquer empreendimento complexo consiste em trazer as melhores mentes para solucionar cada problema, em fornecer os melhores recursos possíveis, e colocar cada conceito em prática quando e onde as oportunidades forem mais favoráveis. Acredito firmemente no valor da aplicação destes princípios para lidar com tarefas de grande importância, como é a de encontrar meios de aliviar o sofrimento humano causado pelo câncer.— Daniel K. Ludwig, 17 de dezembro de 1974